# Het promotiespel
Het promotiespel is een hoorspel van Maggie Ross. Das Beförderungsspiel werd op 11 november 1969 door de Südwestfunk uitgezonden. Paul Vroom vertaalde het en de KRO zond het uit in het programma Dinsdagavondtheater op dinsdag 30 juli 1974. De regisseur was Léon Povel. Het hoorspel duurde 51 minuten.

## Rolbezetting
- Ingeborg Uyt den Boogaard (Mrs. Goodrich)
- Joke Reitsma-Hagelen (Mrs. Martin)
- Hans Karsenbarg (Arthur Martin, de uitdager)
- Hans Veerman (de presentator)
- Bob Verstraete (Alfred Goodrich, de uitgedaagde)

## Inhoud
Onderwerp van dit hoorspel is een spel waarbij elke deelnemer kan winnen: de ene een nieuwe baan, de andere een bekwame medewerker. Wat de eveneens meespelende echtgenoten willen, stemt niet altijd overeen met de wensen van de mannen. Een commentator verklaart de spelregels en leidt de deelnemers door de verschillende fasen…